# Ilhas Cayman nos Jogos Olímpicos de Verão de 2024
Ilhas Cayman participaram dos Jogos Olímpicos de Verão de 2024, realizados em Paris, na França. Foi a 12.ª aparição do território nos Jogos Olímpicos de Verão desde a estreia em Montreal 1976.
Foi representado por quatro atletas que competiram no atletismo, natação e vela, mas nenhum conquistou medalhas.

## Competidores
Esta foi a participação por modalidade nesta edição:
| Esporte   | Masculino | Feminino | Total |
| --------- | --------- | -------- | ----- |
| Atletismo | 1         | 0        | 1     |
| Natação   | 1         | 1        | 2     |
| Vela      | 0         | 1        | 1     |
| Total     | 2         | 2        | 4     |

## Desempenho

### Atletismo
- Q = Qualificado para a próxima fase
- q = Qualificado para a próxima fase como o perdedor mais rápido ou, em eventos de campo, pela posição sem atingir o alvo para qualificação
- N/A = Fase não aplicável para o evento
- Bye = Atleta não precisou disputar aquela fase

Masculino
Eventos de pista
| Atleta         | Evento | Preliminar | Preliminar | Baterias | Baterias | Semifinal   | Semifinal   | Final       | Final       | Ref.  |
| Atleta         | Evento | Tempo      | Pos.       | Tempo    | Pos.     | Tempo       | Pos.        | Tempo       | Pos.        | Ref.  |
| -------------- | ------ | ---------- | ---------- | -------- | -------- | ----------- | ----------- | ----------- | ----------- | ----- |
| Davonte Howell | 100 m  | 10.31      | 1 Q        | 10.24    | 6        | Não avançou | Não avançou | Não avançou | Não avançou | [ 5 ] |

### Natação
Masculino
| Atleta        | Evento      | Eliminatórias | Eliminatórias | Semifinal | Semifinal | Final       | Final       | Ref.  |
| Atleta        | Evento      | Tempo         | Pos.          | Tempo     | Pos.      | Tempo       | Pos.        | Ref.  |
| ------------- | ----------- | ------------- | ------------- | --------- | --------- | ----------- | ----------- | ----- |
| Jordan Crooks | 50 m livre  | 21.51         | 2 Q           | 21.54     | 4 Q       | 21.64       | 8           | [ 6 ] |
| Jordan Crooks | 100 m livre | 48.01         | 5 Q           | 48.10     | 13        | Não avançou | Não avançou | [ 6 ] |

Feminino
| Atleta         | Evento      | Eliminatórias | Eliminatórias | Semifinal   | Semifinal   | Final       | Final       | Ref.  |
| Atleta         | Evento      | Tempo         | Pos.          | Tempo       | Pos.        | Tempo       | Pos.        | Ref.  |
| -------------- | ----------- | ------------- | ------------- | ----------- | ----------- | ----------- | ----------- | ----- |
| Jillian Crooks | 100 m livre | 56.15         | 23            | Não avançou | Não avançou | Não avançou | Não avançou | [ 7 ] |

### Vela
Eventos com regata da medalha
| Atleta            | Evento       | Regatas | Regatas | Regatas | Regatas | Regatas | Regatas | Regatas | Regatas | Regatas | Regatas | Regatas | Regatas | Regatas | Regatas | Regatas | Regatas | Pontos | Pos. | Ref.  |
| Atleta            | Evento       | 1       | 2       | 3       | 4       | 5       | 6       | 7       | 8       | 9       | 10      | 11      | 12      | 13      | 14      | 15      | M*      | Pontos | Pos. | Ref.  |
| ----------------- | ------------ | ------- | ------- | ------- | ------- | ------- | ------- | ------- | ------- | ------- | ------- | ------- | ------- | ------- | ------- | ------- | ------- | ------ | ---- | ----- |
| Charlotte Webster | Laser Radial | 41      | 40      | 39      | 41      | 36      | 40      | 32      | 43      | 37      | —       | —       | —       | —       | —       | —       | EL      | 306    | 41   | [ 8 ] |

M = Regata da medalha; EL = Eliminado(a) – não avançou para a regata da medalha